# Almodis de la Marche
Almodis de la Marche (c. 1020 — 16 de outubro de 1071) foi Senhora de Lusinhão, Condessa de Tolosa e Condessa de Barcelona através dos sucessivos casamentos a que foi sujeita, sendo que assumiu um papel de maior destaque com o terceiro e último casamento.

## Biografia
Almodis era filha do occitano Bernardo I de La Marche, Conde de La Marche (cujos pais eram descendentes de Carlos Magno) e de sua esposa, Amélia de Rasés. Quando fez dezoito anos casou com Hugo V de Lusinhão. Porém foi um matrimónio de curta duração, pois Hugo divorciou-se por motivos de consanguinidade, e fez com que a ex-esposa contraísse matrimónio com o Conde Pons de Toulouse em 1045.
Este matrimónio durou cerca de dez anos, até que o conde de Barcelona Raimundo Berengário I de Barcelona a raptou, em Narbona, com a ajuda de uma frota de navios enviada por seu aliado, o emir muçulmano de Tortosa, e, apesar de os cônjuges de ambos ainda estarem vivos, Raimundo casou-se com ela em 1052, repudiando a sua segunda esposa, a condessa Branca. O casal apareceu com filhos gémeos no ano seguinte. Branca apelou ao Papa e conseguiu o apoio da avó de Raimundo Berengário, a condessa Ermesinda, obtendo de Vítor II a excomunhão para Raimundo e Almodis, facto que provocou uma guerra que não se resolveu até ao final de 1057. A excomunhão de ambos manteve-se até 1065, altura em que foi levantada e o casamento legalizado.

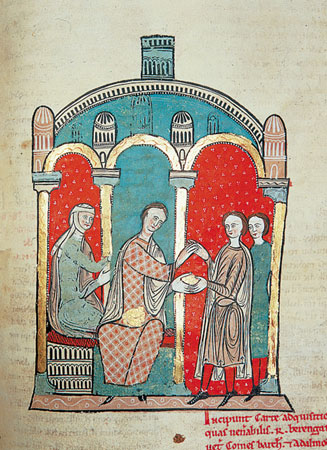
Raimundo Berengário I e a sua esposa, Almodis de la Marche, contando 2.000 onças de ouro destinadas ao Conde Raimundo de Cerdanha e a sua esposa, a Condessa Adelaide de Carcassonne, em troca do retorno dos seus direitos sobre Carcassonne, em 1067.

Almodis manteve contacto com os ex-maridos e os filhos dos primeiros casamentos. Em  1066/1067 ela foi a Toulouse para assistir o casamento de sua filha. Poucos anos antes, em 1060, Hugo V de Lusinhão tinha-se revoltado contra o seu senhor, o duque Guilherme VIII da Aquitânia, e teve o apoio do também filho de Almodis, Guilherme IV de Toulouse. Os seus filhos apoiavam-se uns aos outros em campanhas militares. Hugo VI de Lusinhão, Raimundo IV de Toulouse e Berengário Raimundo - todos foram Cruzados.
Em Barcelona, Almodis presidia, tal como Ermesinda de Carcassonne, a julgamentos e os juízes prestavam-lhe juramentos de fidelidade. Desenvolveu uma prática ativa como pacifista e uma política diplomática, governando juntamente com o seu marido um estado feudal.
Nas Cortes de 1064, Raimundo e Almodis passaram a intitular-se Príncipes da Catalunha, Principado esse que à época só abarcava os condados de Barcelona, Ausona e Girona, mas que irá abarcar ainda os Condados de Besalú, Ripoll, Cerdanha, Conflent, eBerga até 1162, sendo que o título só se tornará reconhecido a partir da união da Catalunha com o Reino de Aragão.
Em 1069, Almodis e Raimundo compraram os direitos ao Condado de Carcassonne de Guilherme Raimundo I da Cerdanha, casado com Adelaide de Carcassonne, filha do conde Pedro II. Havia a possibilidade de Guilherme Raimundo herdar esse condado por jure uxoris, e , com esta venda, os herdeiros passavam a ser Raimundo Berengário e Almodis, que acabaram por o conseguir.

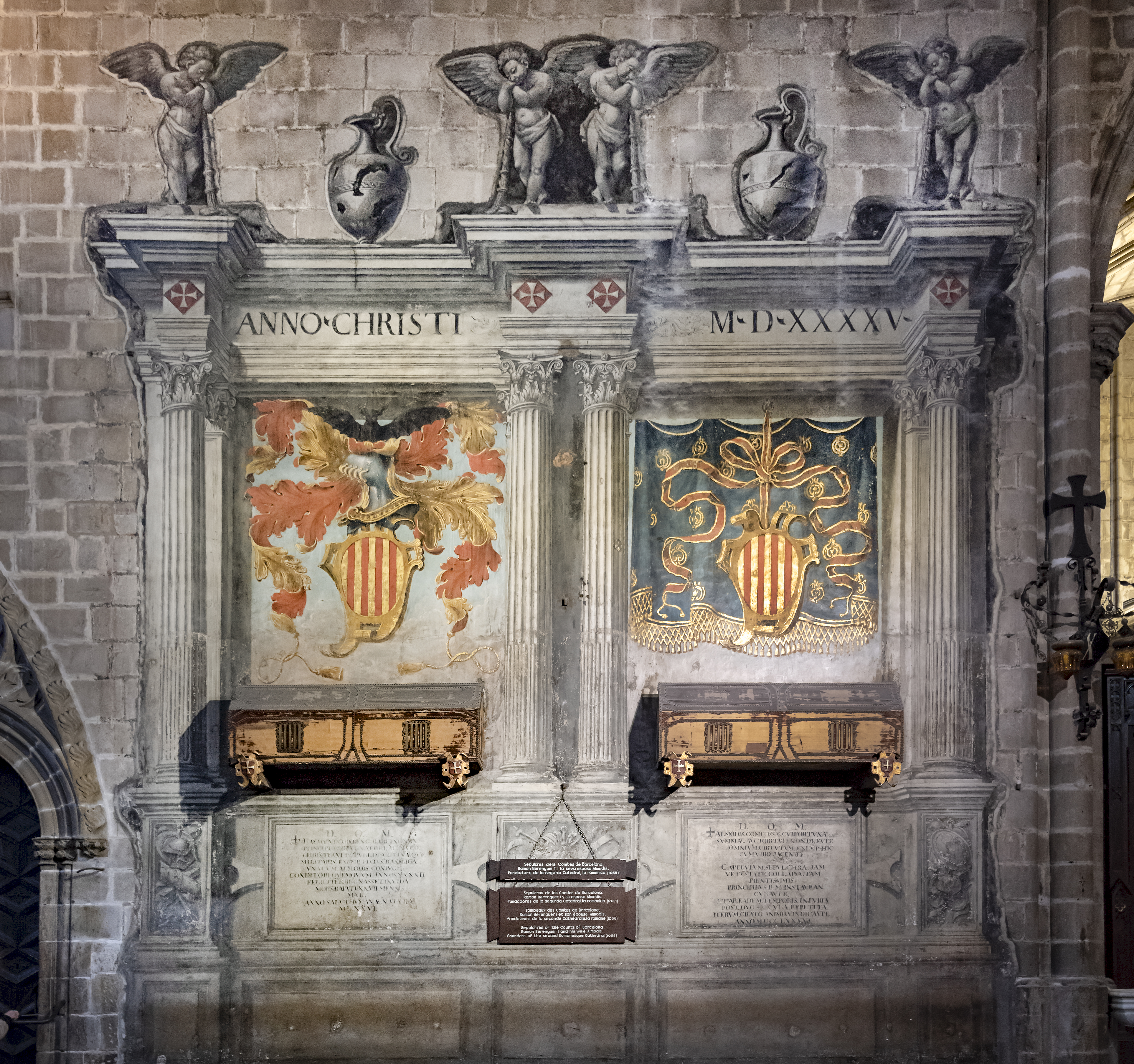
Sepulcros de Raimundo Berengário I e Almodis de la Marche. Catedral de Barcelona.

O seu terceiro marido, Raimundo tinha um filho de um casamento anterior, Pedro Raimundo, que era o seu herdeiro. Pedro aparentemente se ressentia da influência de Almodis e acreditava que ela manobrava de modo a que os seus dois filhos fossem os sucessores de Raimundo Berengário. Pedro acabou por matar a madrasta em outubro de 1071 e, por esse crime, foi deserdado e exilado, deixando o país. Quando o seu pai morreu, em 1076, Barcelona foi dividida entre os gémeos Berengário Raimundo e Raimundo Berengário, os filhos de Almodis.

## Casamentos e descendência
Almodis casou-se primeiramente com Hugo V de Lusinhão por volta de 1038. Tiveram dois filhos e uma filha:
- Hugo VI de Lusinhão (c. 1039-1101)
- Jordão de Lusinhão
- Melisende de Lusinhão (n. antes de 1055), que se casou antes de 1074 com Simão I "o Arcebispo".

Almodis e Hugo divorciaram-se por consanguinidade, casando seguidamente com Pôncio de Toulouse, em 1045. Tiveram vários filhos, incluindo:
- Guilherme IV de Toulouse
- Raimundo IV de Toulouse
- Hugo, Abade de Saint-Gilles
- Almodis de Toulouse, que se casou com o Conde Pedro de Melgueil

Casou-se em 1052 com Raimundo Berengário I de Barcelona, de quem teve:
- Raimundo Berengário II (1053 – 1082), que sucederia ao pai com o irmão
- Berengário Raimundo II, gémeo do anterior (1053 - entre 1097 e 1099)
- Inês de Barcelona, que se casaria com o Conde Guigues II de Albon
- Sancha de Barcelona, que se casaria com o Conde Guilherme Raimundo I de Cerdanha